# DJ BoBo
DJ BoBo (настоящее имя — Пе́тер Рене́ Ба́уманн, нем. Peter René Baumann; (5 января 1968 года, Келликен, Швейцария) — швейцарский певец, композитор и продюсер, работающий в жанрах евродэнс и европоп.
На период с 1992 по 2007 год DJ BoBo имеет 27 синглов, попавших в чарты Швейцарии и Германии, и 10 наград World Music Awards, что делает его наиболее успешным швейцарским артистом. По состоянию на 2010 год в мире продано более 14 миллионов экземпляров альбомов исполнителя.

## Биография
Петер Рене Бауманн родился 5 января 1968 года в семье швейцарки Рут и итальянца Луиджи Чиприано. Через два года после рождения его родители развелись. Рене любил в детстве играть в футбол, увлекался брэйкдэнсом, хип-хопом.
Окончив школу, Рене поступил в кулинарный техникум, однако вскоре бросил учёбу. В 1985 году Рене устроился в клуб Don Paco диджеем. Здесь он знакомится с Оливером Имфельдом, который позже стал его менеджером. Через год Рене занимает 2 место в швейцарском чемпионате диск-жокеев. В 1988 году Бауманн был представителем города на фестивале-конкурсе Disco Queen/King Corporation в Меммингеме, где он получил гран-при и право на участие в Top 10 Disco King на Ивисе. В Top 10 Disco King Рене занял 3-е место из десяти.

### Начало профессиональной карьеры

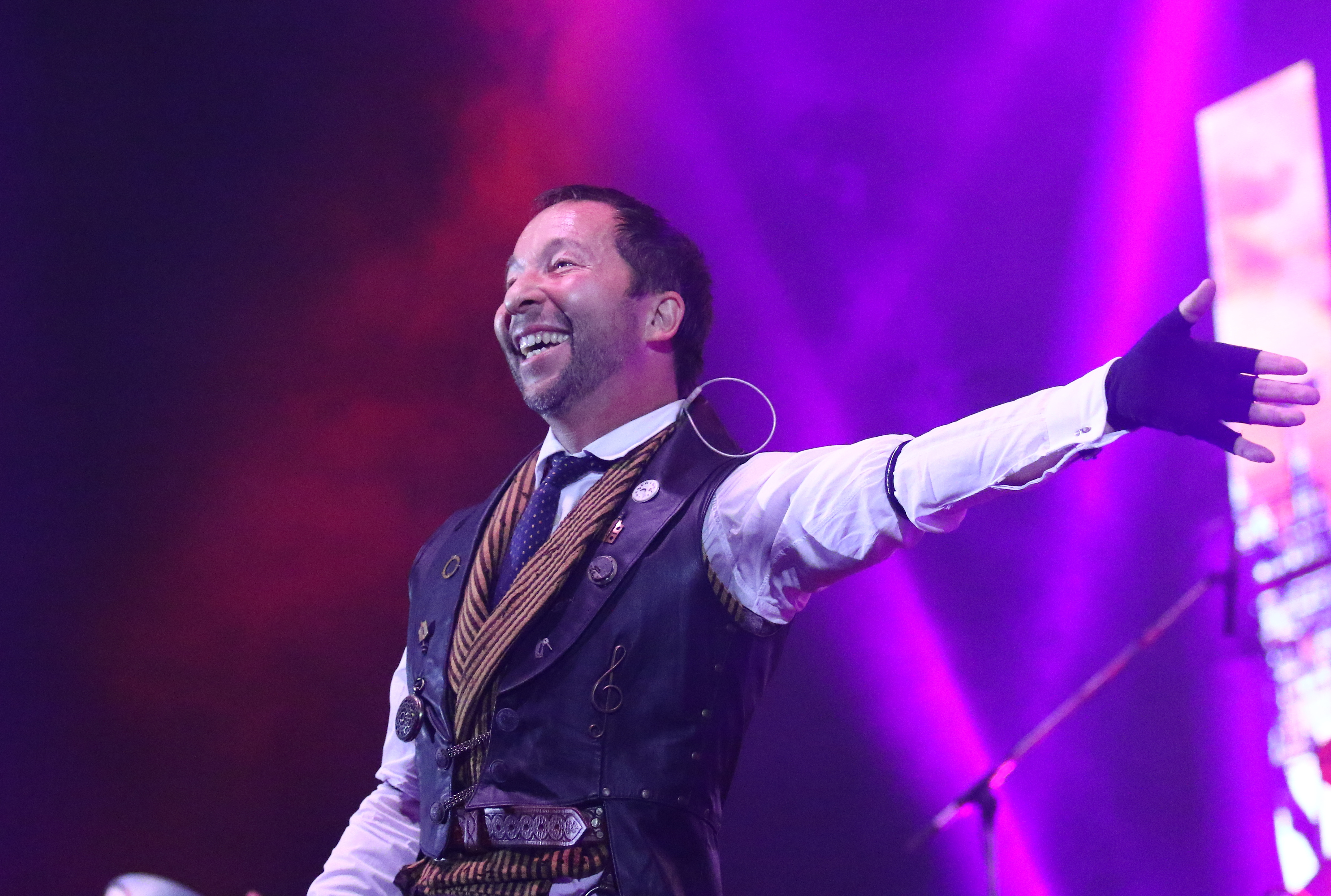
DJ BoBo в туре «Mystorial». София, 2018 год

В 1989 году Рене начал выступать под псевдонимом DJ BoBo. В этом же году выходит первый сингл музыканта, «I Love You», тиражом 400 экземпляров.
Вскоре DJ BoBo собирает группу из танцоров и бэк-вокалисток и в 1991 году продюсирует свой первый официальный сингл «Let’s Groove On». Хит «Somebody Dance With Me» (женский вокал — Эмель Айканат), выпущенный в ноябре 1992 года, становится золотым в Германии и достигает первой позиции в швейцарских чартах. DJ BoBo стал первым швейцарским артистом, занявшим первую строку в чарте родной страны за последние 16 лет. В других странах сингл попадает в десятку.
Первый альбом DJ BoBo, Dance With Me, получил статус золотого благодаря золотым синглам «Keep On Dancing», «Take Control», а сингл «Everybody» получил статус платинового. Осенью 1994 года появился в продаже второй золотой альбом There Is a Party, лучшими песнями с которого стали «Let the Dream Come True», «Love Is All Around», «There Is a Party» и «Freedom», также получившие золото.
DJ BoBo отправился в первое европейское турне[когда?], которое прошло с неизменными аншлагами. Второе турне прошло ровно через год, во время гастролей Бауманн посетил Южную Америку. В Сан-Пауло его выступление собрало 120 тысяч зрителей. За этот тур он получил большое количество наград в номинациях «Лучший танцевальный акт» и «Лучшее шоу».
6 октября в фойе Центрального стадиона города Цюрих по окончании концерта Рене на пресс-конференции представил специальный альбом Just for You с ремиксами лучших песен из «There Is a Party» и тремя новыми песнями: «It’s Time For Christmas», «Love Is the Price» и «Let’s Come Together». Альбом стал золотым, а «Love Is the Price» был признан лучшим синглом. По итогам года DJ BoBo становится самым известным швейцарским музыкантом в мире. Каждый год он отправляется в Монте-Карло на вручение золотых наград за самую успешную продажу своих дисков по всему миру.
Осенью 1996 года выходит альбом World In Motion с известными синглами «Pray» (который стал золотым), «Respect Yourself» и «Shadows of the Night». Примечательно, что сингл «Shadows of the Night» был записан вместе с Венским Симфоническим Оркестром, что нетипично для исполнителя электронной музыки. Вживую композиция исполнялась единственный раз — в Берлине на шоу The Dome III. Альбом трижды получает статус платинового и переиздаётся с дополнительным треком «Can You Hear Me?».
Тур в поддержку альбома стартовал 14 сентября на Красной площади в Москве. DJ BoBo дал первый концерт на стадионе «Динамо» перед выступлением Майкла Джексона. Также были даны совместные концерты в Праге, Будапеште, Бухаресте и Варшаве. На протяжении выступления DJ BoBo сменял образ до 8 раз.
После очередного успешного тура Бауманн начинает запись нового альбома Magic, который был издан в 1998 году. В песнях присутствовали сочетания хип-хауса, евро-регги, диско, дримхауса и даже хэви-метала.
В октябре 1999 года выходит альбом под названием Level 6, который занял первую строку в швейцарских чартах и был награждён платиновым диском в Швейцарии и золотым в Германии. 22 марта 1999 года выходит сборник The Ultimate Megamix’99 общей длительностью 45 минут.
Летом 2000 года Рене получил премию World Music Awards в Монте Карло, в 6-й раз подряд. Вскоре вышла автобиография певца Gestatten, René Baumann.
Зимой 2001 года DJ BoBo записывает сингл «What a Feeling» (кавер-версия песни Айрин Кара 1984 года). Дуэт поднялся на вершины европейских хит-парадов, заняв 8 место в Еврочартах. В Болгарии он занял первое место. Дальнейшие синглы «Hard to Say I’m Sorry» и «Colors of Life» уже не имели такого успеха в Европе.

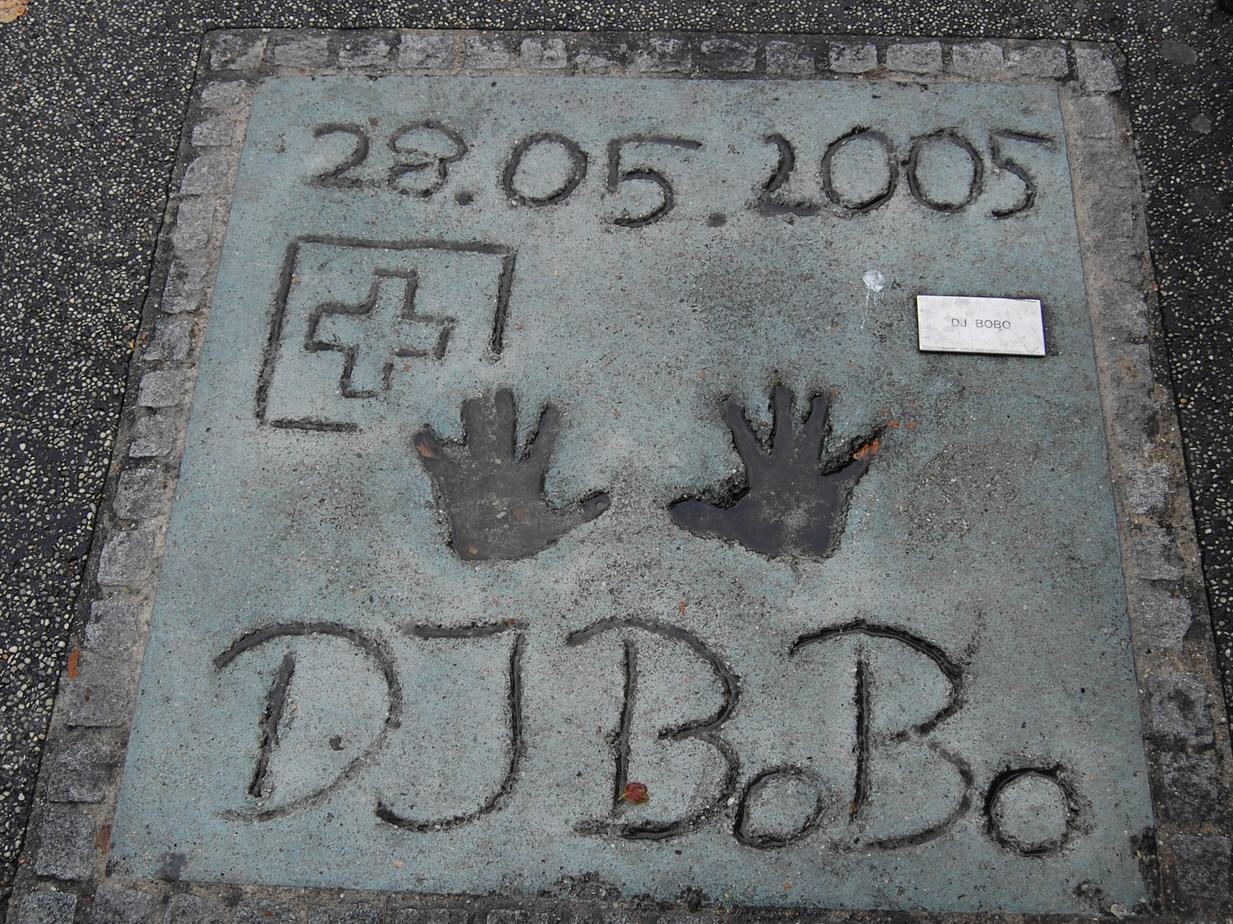

Спустя полмесяца выходит альбом Planet Colors. Если верить официальной информации www.djbobo.com, альбом стал самым продаваемым. За 3 недели 7-е по счёту издание получило платиновую награду. 12 композиций были представлены в танцевальном и медленном стиле европоп.
В 2002 году Бауманн отмечает десятилетие успешной творческой деятельности сборником Celebration, в который вошли дуэты с Айрин Кара, Мелани Торнтон, Эмилией Ридберг, ATC, а также переработанные хиты прошлых лет. Юбилей отмечается грандиозным шоу-концертом, выпущенном на DVD под названием Celebration - The 10th Anniversary Show.
В том же году, подписав контракт с концерном «Coca-Cola», Рене обязался создать за 10 дней гимн нового рекламного ролика. Новая композиция была названа «Chihuahua». Сразу же были взяты первые места в чартах Испании и Мексики, а параллельно Рене объявил о новом шоу «Visions» и выпустил одноимённый альбом, куда и вошла «Chihuahua». На высокие продажи этого сингла никто не рассчитывал, однако в 2003 году эта композиция стала самой продаваемой, что и было отмечено на очередном World Music Awards. Эта награда стала для Рене 8-й. В Италии и Бельгии альбом получил статус золотого, во Франции и Швейцарии — платинового. Всего было продано более 1,7 миллионов копий.
В 2005 году выходит альбом Pirates Of Dance.
В 2006 году выходит сингл «Secrets of Love», записанный совместно с немецкой певицей Сандрой.

### Конкурс Евровидение 2007
11 октября 2006 года DJ BoBo заявил на пресс-конференции, что он намерен представлять Швейцарию на Евровидении 2007. В прошлом за Швейцарию не обязательно выступали швейцарцы — например, канадка Селин Дион победила в конкурсе 1988 года, представляя Швейцарию.
В декабре 2006 года Совет швейцарского телевидения заявил, что они выбрали BoBo среди 200 кандидатов. Совет получил негативные комментарии за несправедливое отношение к менее известным швейцарским артистам. 21 февраля 2007 года, DJ BoBo представил песню и видео, с которыми он будет участвовать в Хельсинки. Песня называлась «Vampires Are Alive». Несмотря на то, что DJ Bobo был одним из фаворитов на победу у букмекеров, он не прошёл полуфинальную стадию 12 мая 2007 года, заняв 20 место среди 28 полуфиналистов. Причиной провала стало преобладание восточноевропейского голосования, к которому были склонны даже западные страны. Для Бауманна это стало ударом, и он на время покинул музыкальную сцену.

### Наше время
Вскоре после Евровидения, в 2007 году вышел новый альбом Рене Vampires, который занял в чартах Швейцарии второе место. Первый сингл Vampires Are Alive занял третье место в чартах Швейцарии и седьмое в Финляндии.
26 февраля 2010 года Рене выпустил свой десятый альбом Fantasy, вновь занявший в чартах Швейцарии второе место и получивший золотой статус.
11 марта 2011 года вышел сингл «Volare», а осенью 2011 года — полноценный альбом Dancing Las Vegas. Однако этот альбом стал менее успешным: на первой неделе он занял четвёртое место в чартах Швейцарии, но к концу продаж упал на 60-е.
20 сентября 2013 года вышел ремикс-альбом Reloaded, состоящий из проверенных временем хитов в новой обработке при участии Mike Candys, Inna, Manu-L, Remady и других. 5 сентября вышел клип на новую версию «Take Control».
10 января 2014 года вышел двенадцатый студийный альбом Circus, который стал успешнее своего предшественника, стартовав на третьем месте в чартах Швейцарии.
В 2016 году стало известно, что Рене готовит новый студийный альбом Mystorial, который вышел 23 сентября 2016 года. Альбом имел более привычное поклонникам звучание, чем два предыдущих, но и при этом содержал больше композиций, исполненных одним Рене. Альбом стартовал в чартах Швейцарии с пятого места. Совместно с Real McCoy DJ BoBo записывает новую версию их композиции «Love & Devotion», выпущенную на сборнике 25 Years Greatest Hits.
Следующий альбом Kaleidoluna вышел 9 сентября 2018 года и стал наименее успешным в карьере Рене, стартовав в чартах Швейцарии на девятом месте и тем самым свидетельствуя, что популярность DJ BoBo угасает. Примечательно, что на обложке альбома Рене изображён в костюме Железного человека.
DJ BoBo стал национальным послом Всемирной продовольственной программы Организации Объединённых Наций по борьбе с голодом в октябре 2006 года, став первой швейцарской знаменитостью, взявшей на себя эту роль. Он также был участником Женевского мероприятия Walk the World 2006 года.

## Личная жизнь
С 1989 по 1994 года Рене был женат на Даниэлле Бок. В 1993 году он встретил Нэнси Ренч, которая через два года присоединилась к его команде. 9 августа 2001 года они поженились, у них двое детей: сын Жамиро-Рене (род. 8 октября 2002) и дочь Кейли-Нэнси (род. 29 сентября 2006). В 2008 году семья переехала в Люцерн.
Рене работает также продюсером.

## Дискография
| Студийные альбомы: - Dance With Me (1993) - There Is A Party (1994) - World In Motion (1996) - Magic (1998) - Level 6 (1999) - Planet Colors (2001) - Visions (2003) - Pirates Of Dance (2005) - Vampires (2007) - Fantasy (2010) - Dancing Las Vegas (2011) - Circus (2014) - Mystorial (2016) - KaleidoLuna (2018) - Evolution (2022) Концертные альбомы: - Live In Concert (2003) Сборники и ремиксы: - Just For You (1995) - The Ultimate Megamix '99 (1999) - Celebration (2002) - Chihuahua (2003) - Greatest Hits (2006) - Ole, Ole The Party (2008) - Reloaded (2013) - 25 Years Greatest Hits (2017) | Синглы: - «I Love You» (1989) - «Ladies In The House» (1991) - «Let’s Groove On» (1991) - «Somebody Dance With Me» - «Keep On Dancing» (1993) - «Take Control» (1994) - «Everybody» (1994) - «Let the Dream Come True» (1994) - «Love Is All Around» (1995) - «There Is A Party» (1995) - «Freedom» (1995) - «Love Is The Price» (1996) - «Pray» (1996) - «Respect Yourself» (1996) - «It’s My Life» (1997) - «Shadows Of The Night» (1997) - «Where Is Your Love» (1998) - «Around The World» (1998) - «Celebrate» (1998) - «Together» (1999) - «Lies» (1999) - «What a Feeling» (2000) - «Hard To Say I’m Sorry» (2001) - «Colors Of Life» (2001) - «Celebration» (2002) - «I Believe» (2003) - «Chihuahua» (2003) - «Pirates Of Dance» (2005) - «Amazing Life» (2005) - «Pura Passion» (2005) - «Secrets of Love» (2006) - «Vampires Are Alive» (2007) - «We Gotta Hold On» (2007) - «Because Of You» (2007) - «Ole Ole» (2008) - «Superstar» (2010) - «This Is My Time» (2010) - «Volare» (2011) - «Too many nights» (2011) - «Everybody’s Gonna Dance» (2012) - «La Vida Es» (2012) - «Angel» (2012) - «Somebody Dance With Me (Remady 2013 Mix)» (feat. Manu-L)(2013) - «Take Control (2013)» (feat. англ. Mike Candys) (2013) - «Everybody (2013)» (feat. Inna) (2013) - «Fiesta Loca» (2014) - «Believe» (2016) - «Get On Up» (2016) - «Life Goes On» (2016) |